# Архиепархия Параку

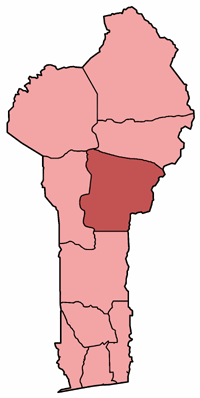
Карта расположения архиепархии Параку

Архиепархия Параку (лат. Archidioecesis Parakuensis) — архиепархия Римско-Католической Церкви с центром в городе Параку, Бенин. В архиепархию Параку входят епархии Джугу, Канди, Натитингу и Ндали.

## История
13 мая 1948 года Святой Престол учредил апостольскую префектуру Параку, выделив её из апостольской префектуры Ниамея (сегодня — архиепархия Ниамея). 10 февраля 1964 года Римский папа Павел VI буллой «Africa terra» возвёл апостольскую префектуру Параку в ранг епархии, передав часть её территории новоучреждённой епархии Натитингу. 19 декабря 1994 года епархия Параку уступила часть своей территории новой епархии Канди.
16 октября 1997 года Римский папа Иоанн Павел II буллой «Successoris Petri» возвёл епархию Параку в ранг архиепархии. 22 декабря 1999 года архиепархия Параку уступила часть своей территории новой епархии Ндали.

## Ординарии архиепархии
- священник François Faroud (21.05.1948 — 1956);
- священник Robert Chopard-Lallier (4.01.1957 — 1962);
- епископ André van den Bronk (13.02.1962 — 29.09.1975);
- архиепископ Nestor Assogba (10.04.1976 — 29.10.1999), назначен архиепископом Котону;
- архиепископ Fidèle Agbatchi (14.04.2000 — 3.11.2010);
- архиепископ Pascal N’Koué (с 14 июня 2011 года).

## Источник
- Annuario Pontificio, Libreria Editrice Vaticana, Città del Vaticano, 2003, стр. 872, ISBN 88-209-7422-3
- Булла Africa terra Архивная копия от 15 января 2010 на Wayback Machine (лат.)
- Булла Successoris Petri Архивная копия от 18 мая 2014 на Wayback Machine (лат.)